# Висо
Вѝсо (на италиански: Visso, на местен диалект Vìssu, Вису) е село и община в Централна Италия, провинция Мачерата, регион Марке. Разположено е на 607 m надморска височина. Населението на общината е 1229 души (към 2010 г.).